# Diamonds (Rihanna-Lied)
Diamonds ist ein Lied der aus Barbados stammenden R&B-Sängerin Rihanna.

## Musik und Text
Diamonds wurde von Sia Furler, Benjamin Levin, Mikkel S. Eriksen sowie Tor Erik Hermansen geschrieben und ist eine Midtempo-Pop-Ballade, die Elektronik- und Soul-Musik verwendet. Der Song bietet Schlagzeug, Synthesizer, 1980er Backbeat mit „leichten orchestralen Elementen und bewusst elektronischen Rhythmen“. Textlich ist Diamonds positiver und stellt eine Abkehr von den Themen ungesunder Beziehung, die vor allem auf einigen anderen der früheren Singles von Rihanna zu erkennen sind.

## Kommerzieller Erfolg

### Chartplatzierungen
| ChartsChartplatzierungen       | Höchstplatzierung | Wochen |
| ------------------------------ | ----------------- | ------ |
| Deutschland (GfK)              | 1 (44 Wo.)        | 44     |
| Österreich (Ö3)                | 1 (27 Wo.)        | 27     |
| Schweiz (IFPI)                 | 1 (50 Wo.)        | 50     |
| Vereinigte Staaten (Billboard) | 1 (27 Wo.)        | 27     |
| Vereinigtes Königreich (OCC)   | 1 (50 Wo.)        | 50     |

| ChartsJahrescharts (2012)      | Platzierung |
| ------------------------------ | ----------- |
| Deutschland (GfK)              | 7           |
| Österreich (Ö3)                | 19          |
| Schweiz (IFPI)                 | 17          |
| Vereinigte Staaten (Billboard) | 94          |
| Vereinigtes Königreich (OCC)   | 11          |

| ChartsJahrescharts (2013)      | Platzierung |
| ------------------------------ | ----------- |
| Deutschland (GfK)              | 52          |
| Österreich (Ö3)                | 64          |
| Schweiz (IFPI)                 | 11          |
| Vereinigte Staaten (Billboard) | 27          |
| Vereinigtes Königreich (OCC)   | 54          |

| ChartsJahrescharts (2010–2019) | Platzierung |
| ------------------------------ | ----------- |
| Vereinigtes Königreich (OCC)   | 98          |

### Auszeichnungen für Musikverkäufe
Im Vereinigten Königreich ist Diamonds Rihannas vierte Single, die mehr als eine Million Exemplare verkauft hat. Die Sängerin ist die einzige Künstlerin, die diesen Rekord für sich beanspruchen kann.
| Land/Region                  | Auszeichnungen für Musikverkäufe (Land/Region, Auszeichnung, Verkäufe) | Verkäufe   |
| ---------------------------- | ---------------------------------------------------------------------- | ---------- |
| Australien (ARIA)            | 6× Platin                                                              | 420.000    |
| Belgien (BRMA)               | Platin                                                                 | 30.000     |
| Brasilien (PMB)              | 6× Diamant                                                             | 1.500.000  |
| Dänemark (IFPI)              | Platin                                                                 | 30.000     |
| Deutschland (BVMI)           | 4× Platin                                                              | 1.200.000  |
| Finnland (IFPI)              | Platin                                                                 | 25.369     |
| Frankreich (SNEP)            | —                                                                      | 310.000    |
| Griechenland (IFPI)          | Gold                                                                   | 10.000     |
| Italien (FIMI)               | 4× Platin                                                              | 120.000    |
| Kanada (MC)                  | Gold                                                                   | 40.000     |
| Neuseeland (RMNZ)            | 5× Platin                                                              | 150.000    |
| Österreich (IFPI)            | Gold                                                                   | 15.000     |
| Polen (ZPAV)                 | Diamant                                                                | 250.000    |
| Portugal (AFP)               | 2× Platin                                                              | 20.000     |
| Schweden (IFPI)              | 6× Platin                                                              | 240.000    |
| Schweiz (IFPI)               | 4× Platin                                                              | 120.000    |
| Spanien (Promusicae)         | 2× Platin                                                              | 120.000    |
| Vereinigte Staaten (RIAA)    | Diamant                                                                | 10.000.000 |
| Vereinigtes Königreich (BPI) | 4× Platin                                                              | 2.400.000  |
| Insgesamt                    | 3× Gold · 40× Platin · 8× Diamant ·                                    | 17.000.369 |

Hauptartikel: Rihanna/Auszeichnungen für Musikverkäufe

## Adaptionen und Coverversionen (Auswahl)

### Version von Josef Salvat
Im Jahr 2014 veröffentlichte der australische Popsänger Josef Salvat eine Coverversion zu Diamonds. Dabei handelt es sich um ein 1:1-Cover, das er allerdings in einer akustischen Darbietung aufgenommen hat. Salvat entschied sich unter anderem für eine Coverversion hierzu, weil es von der Australierin Sia Furler mitkomponiert worden war. Die Produktion erfolgte durch den Interpreten selbst, zusammen mit Rich Cooper.
Die Erstveröffentlichung dieser Version erfolgte zeitgleich als Single sowie als Teil der EP In Your Prime. Die Single erschien zunächst als digitaler Einzeltrack zum Download und Streaming. Am 19. Dezember 2014 erschien eine 2-Track-CD-Single mit einer Liveversion als B-Seite. Beworben wurde das Lied unter anderem durch Sony, die damit einen Werbespot für ein TV-Gerät untermalte. Am 23. Oktober 2015 erschien das Lied auch als Teil von Salvats Debütalbum Night Swim.
| ChartsChartplatzierungen     | Höchstplatzierung | Wochen |
| ---------------------------- | ----------------- | ------ |
| Deutschland (GfK)            | 11 (21 Wo.)       | 21     |
| Österreich (Ö3)              | 46 (8 Wo.)        | 8      |
| Schweiz (IFPI)               | 42 (12 Wo.)       | 12     |
| Vereinigtes Königreich (OCC) | 72 (3 Wo.)        | 3      |

| Land/Region        | Auszeichnungen für Musikverkäufe (Land/Region, Auszeichnung, Verkäufe) | Verkäufe |
| ------------------ | ---------------------------------------------------------------------- | -------- |
| Deutschland (BVMI) | Gold                                                                   | 200.000  |
| Insgesamt          | 1× Gold ·                                                              | 200.000  |

### Version von Böse Fuchs
2023 veröffentlichte die deutsche Metalband Böse Fuchs den Titel Sapphire, welches ein Sample zu Diamonds beinhaltet. Geschrieben wurde das Lied von den Böse-Fuchs-Mitgliedern Valeria Ereth, Kate Khaiauri und Max Nash. Die Produktion erfolgte durch Nash in den Kitsune Sound Studios. Für das Sampling bediente man sich an Rihannas Zeile „Shine Bright“ (englisch für „hell strahlen“), das im Intro sowie der Bridge zu hören ist. Das Lied erschien am 31. Dezember 2023 als Single. Diese erschien als digitaler Einzeltrack zum Download und Streaming. Das dazugehörige Musikvideo entstand unter der Regie der beiden Böse-Fuchs-Mitglieder Valeria Ereth und Max Nash.